# Saltholmskalk
Saltholmskalk är en hårdnad kalksten, som bland annat förekommer på ön Saltholm i Öresund, vid Grenå i Danmark samt i Skåne. Den är en hård, klingande kalksten, som uppstått genom en härdningsprocess under vattenytan i bryozokalksten. Saltholmskalken är ofta mycket ren och kan innehålla över 99 % CaCO3.

## Användning
På grund av sin täthet lämpar sig saltholmskalken synnerligen väl för kalkbränning. Den används även som byggnadssten, men sprickor i lagren gör den mindre lämplig för detta.